# Université européenne de Tirana
L'université européenne de Tirana (en albanais : Universiteti Europian i Tiranës ou UET) est une université privée située à Tirana, la capitale de l'Albanie.

## Source
- (en) Cet article est partiellement ou en totalité issu de l’article de Wikipédia en anglais intitulé « European University of Tirana » (voir la liste des auteurs).